# Cho Ki-Hyang
Cho Ki-Hyang, född den 23 september 1963, är en koreansk landhockeyspelare.
Hon tog OS-silver i damernas landhockeyturnering i samband med de olympiska landhockeytävlingarna 1988 i Seoul.